# Милош Спасеновић
Милош Спасеновић (Лозница, 29. јул 1991) је српски фудбалер који тренутно наступа за ФК Лозницу и игра на позицији левог бека.